# トミヤマユキコ
トミヤマ ユキコ（1979年4月28日 - ）は、日本の文学研究者、ライター。本名：富山（岡本）由紀子。学位は、博士（文学）（早稲田大学）。専門は、少女漫画、日本近現代文学。夫はバンドScoobie Doのドラマー・オカモト"MOBY"タクヤ。

## 来歴
秋田県生まれ、神奈川県横浜市育ち。実家は眼鏡店。私立中高一貫女子校の調布中学校・高等学校（現：田園調布学園中等部・高等部）を経て、2003年3月、早稲田大学法学部卒業。2012年、早稲田大学大学院文学研究科博士後期課程満期退学。2009年4月 - 2012年3月、早稲田大学文学学術院助手、2017年4月 - 2019年3月、早稲田大学文化構想学部文芸・ジャーナリズム論系助教。2019年4月、東北芸術工科大学芸術学部文芸学科講師。2022年4月同准教授。
2021年、朝日新聞書評委員、手塚治虫文化賞の選考委員となる。

## 著書

### 単著
- 『パンケーキ・ノート』リトルモア 2013
- 『40歳までにオシャレになりたい！』扶桑社、2018年5月。ISBN 9784594079406。
- 『夫婦ってなんだ？』筑摩書房、2019年3月。ISBN 978-4-480-81546-0。
- 『少女マンガのブサイク女子考』左右社、2020年11月。ISBN 4865282939。
- 『女子マンガに答えがある 「らしさ」をはみ出すヒロインたち』中央公論新社、2023年5月、ISBN 978-4-120-05655-0

### 共著
- 『大学１年生の歩き方』左右社 2017 - 清田隆之（桃山商事）との共著
- 『スタディサプリ 三賢人の学問探究ノート（５） 生活を究める』ポプラ社 2021 - 渡邊恵太、高橋龍三郎との共著

## メディア出演
- DOMMUNE RADIOPEDIA「西寺郷太の GOTOWN TV」（2021年7月15日） - ライブストリーミング・チャンネルDOMMUNEのシリーズ。初回の1983年特集にゲスト出演[13]。
- マツコの知らない世界 - 「新春マツコ食べまくり！超2時間スペシャル」（2015年1月6日）
- NHK高校講座「家庭総合」（2024年4月5日 - 2025年2月21日、以降リピート放送実施）